# Vlag van Stiermarken
De vlag van Stiermarken bestaat uit twee horizontale banden, in de kleuren wit (boven) en groen. De Landesdienstflagge is dezelfde vlag, maar dan met het wapen van de deelstaat in het midden. De vlag is op 1960 officieel ingesteld.
|  |  |

De kleuren wit en groen zijn afkomstig van het Stiermarkse wapenschild, waarop een zilveren vuurspuwende mythologische panter met rode horens in een groen veld staat. Deze panter is al sinds de 12e eeuw een symbool van Stiermarken. De kroon op het wapen is van het voormalige hertogdom Stiermarken. De kleur groen in zowel de vlag als het wapen is afgeleid van het groen van de zilverspar, een boomsoort die in Stiermarken geliefd is.